# Ángel Fernández Montesinos
Ángel Fernández Montesinos (Murcia, 1930) es un director de escena español.

## Trayectoria
Proveniente del TEU de Murcia, su labor profesional comienza a adquirir relevancia cuando en 1960 dirige La viuda valenciana, de Lope de Vega.
Entre 1962 y 1976 dirigió el Teatro Nacional de Juventudes Los Títeres, encuadrado en el Teatro María Guerrero, con espectáculos familiares, entre los que programó Pastores de Belén, de Lope de Vega (1962), La cabeza del dragón, de Ramón María del Valle Inclán (1962), Peter Pan (1963), de J.M. Barrie (1963), El principito (1965), de Antoine de Saint-Exupery, El cocherito leré (1966) o Don Quijote de La Macha (1973).
En 1964, y hasta 1967 es designado Director escénico del Teatro de la Zarzuela de Madrid, poniéndose al frente de hasta 14 piezas, como La calesera o Doña Francisquita.
A lo largo de su carrera ha dirigido decenas de montajes, entre los que se incluyen La ratonera (1972), de Agatha Christie, Pato a la naranja (1972), de  William Douglas-Home, Aspirina para dos (1980), de Woody Allen, Arsénico y encaje antiguo (1987), de Joseph Kesselring, Filomena Marturano (1979), de Eduardo De Filippo, Con la mosca en la oreja (1988), de Georges Feydeau, Luces de bohemia (2011), de Valle-Inclán o Los caciques (2015), de Carlos Arniches.
En el ámbito del teatro musical dirigió los espectáculos Por la calle de Alcalá (1983), con Esperanza Roy y Paco Valladares y Mamá, quiero ser artista (1986), con Concha Velasco.
Para televisión dirigió la serie Mamá quiere ser artista (1997), de Antena 3, con Concha Velasco.

## Galardones
Premio Nacional de Teatro en 1961 y 1972. Premio a toda una carrera por la Federación Española de Teatro Universitario en 2019.